# Anders Aukland
Anders Aukland (n. 12 septembrie 1972, Comuna Tønsberg, Vestfold, Norvegia) este un schior de fond ce a reprezentat Norvegia, medaliat olimpic. A participat la două ediții ale Jocurilor Olimpice (2002, 2006) în care a câștigat o medalie de aur.